# Joseph Allard

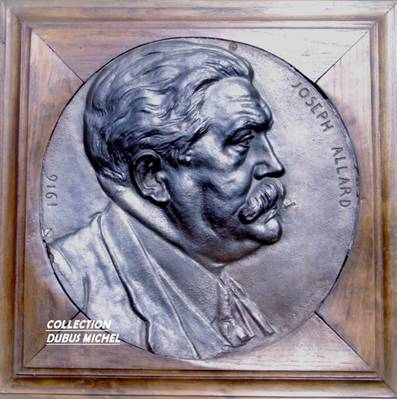
Joseph Allard, medaille.

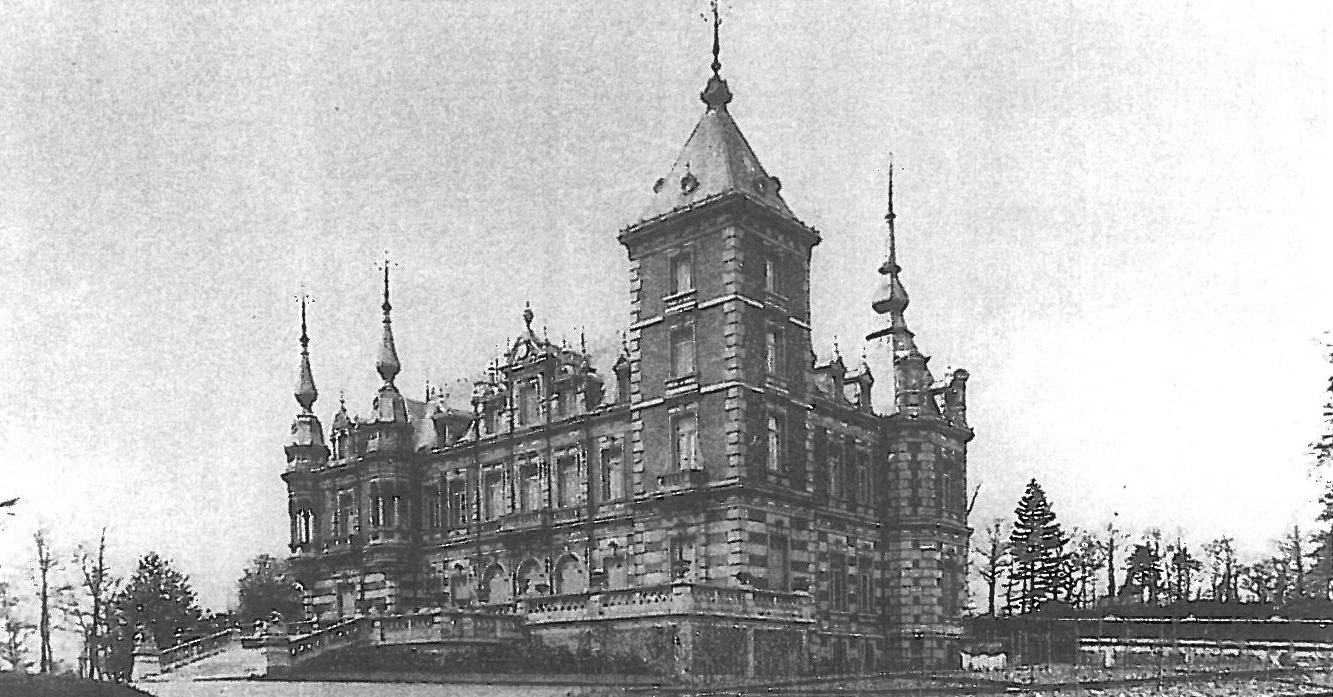
Kasteel Allard in Ukkel

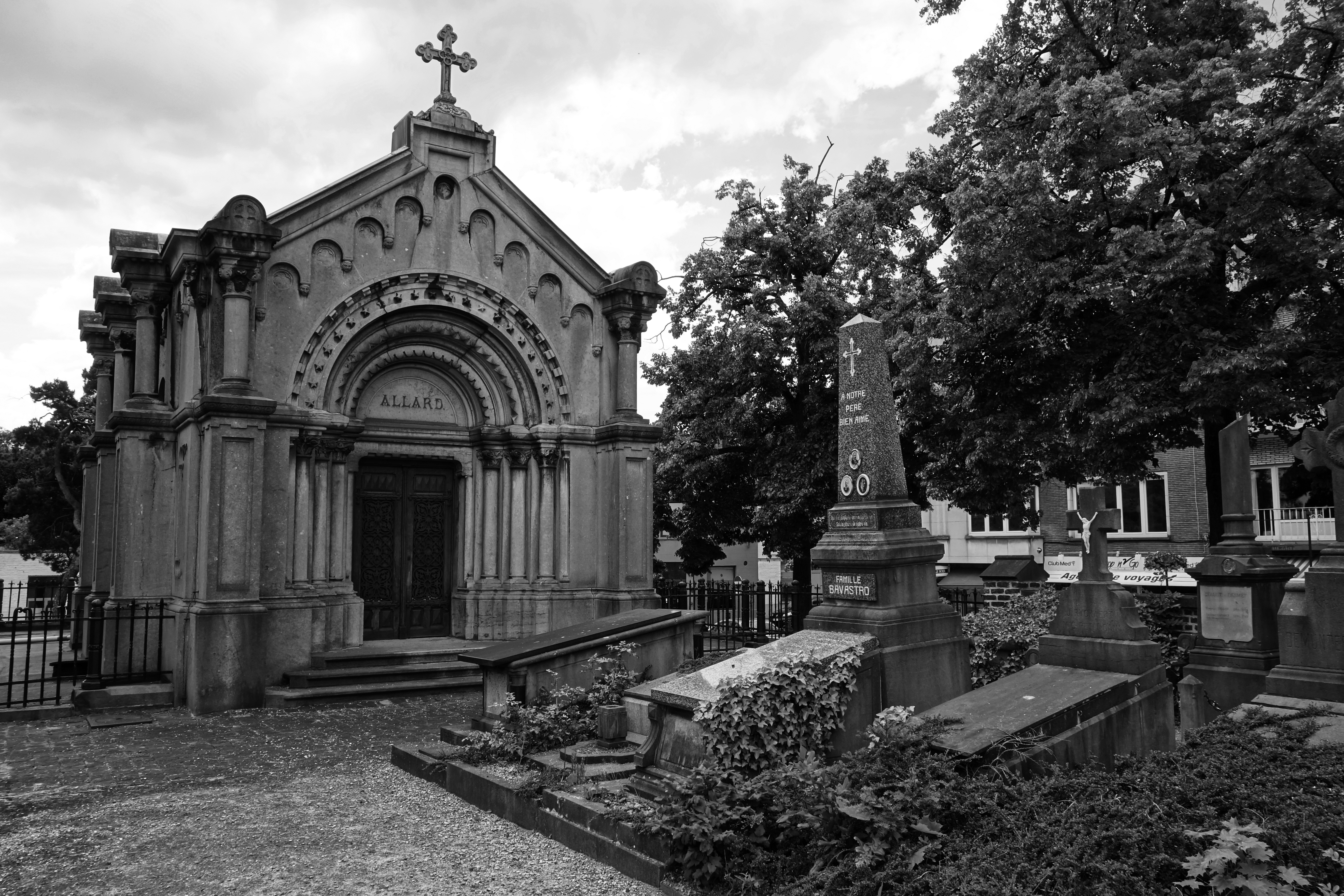
Mausoleum van de familie Allard (Kerkhof van de Dieweg, Ukkel)

Philippe Joseph Allard (Brussel, 27 februari 1805 – Ukkel, 10 oktober 1877) was een Belgisch goudsmid, bankier en zakenman. 

## Familie
Hij was de zoon van Martinus Josephus Allard, schoenmaker, geboren op 22 juli 1771 en overleden op 27 april 1844, en van Françoise Marie Alexandrine Smeesters.
Joseph Allard bouwde zijn fortuin op als muntmeester en bankier in Brussel. 
Hij was de vader van Victor Allard.

## Kasteel Allard
Joseph Allard kocht een domein in Ukkel waarop hij in 1860 een reusachtig kasteel in neorenaissancestijl liet bouwen door de beroemde architect Jean-Pierre Cluysenaar. Het is afgebroken in 1957.

## Mausoleum
In het Kerkhof van de Dieweg in Ukkel liet Joseph Allard het grootste grafmonument van België bouwen voor zichzelf en zijn nakomelingen.